# Knut Brynildsen
Knut Oddvar Brynildsen (* 23. Juli 1917 in Fredrikstad; † 15. Januar 1986) war ein norwegischer Fußballspieler. Er nahm an der Fußball-Weltmeisterschaft 1938 in Frankreich teil.

## Karriere

### Verein
Brynildsen verbrachte seine gesamte Spielerkarriere beim Fredrikstad FK, für den er von 1933 bis 1950 spielte. Mit diesem Klub gewann er viermal den norwegischen Fußballpokal und dreimal die norwegische Meisterschaft. Beim 2:0 im Pokalfinale 1936 gegen Mjøndalen IF erzielte er beide Tore für den FFK. 1950 beendete er seine Laufbahn als Spieler.

### Nationalmannschaft
Zwischen 1935 und 1948 bestritt Brynildsen 18 Länderspiele für die norwegische A-Nationalmannschaft, in denen er zehn Tore erzielte.
Anlässlich der Fußball-Weltmeisterschaft 1938 in Frankreich wurde er in das norwegische Aufgebot berufen. Dort stand er in der Mannschaft, die dem späteren Weltmeister Italien im Achtelfinale knapp mit 1:2 nach Verlängerung unterlag und aus dem Turnier ausschied.

## Erfolge
- Norwegische Meisterschaft: 1938 und 1939 und 1949
- Norwegischer Pokalsieger: 1935, 1936, 1938 und 1940